# Aghavnatun
Aghavnatun (en arménien Աղավնատուն) est une communauté rurale du marz d'Armavir, en Arménie. Elle compte 3 481 habitants en 2009.